# Canalul Dunăre–Marea Neagră
Canalul Dunăre–Marea Neagră este un canal navigabil aflat în județul Constanța, România, ce leagă porturile Cernavodă de pe Dunăre și porturile Constanța Midia Năvodari de la Marea Neagră, scurtând drumul spre portul Constanța cu aproximativ 400 km.
Canalul, cu lungime totală de 95,6 km, este format din ramura principală, în lungime de 64,4 km și ramura de nord (cunoscută sub denumirea de Canalul Poarta Albă–Midia Năvodari), în lungime de 31,2 km.
Canalul Dunăre–Marea Neagră este parte componentă a importantei căi navigabile europene dintre Marea Neagră și Marea Nordului (prin Canalul Rin–Main–Dunăre). Folosind această rută, mărfurile din Australia și Orientul Îndepărtat, destinate Europei Centrale, își scurtează drumul cu 400 kilometri.

## Istoric
Planuri de a construi acest canal existau încă din secolul XIX. Încă de la alipirea Dobrogei la România, în 1878, a început a fi vehiculată ideea unui al patrulea braț al Dunării, de data aceasta artificial, care să scurteze drumul către Marea Neagră. Condițiile tehnice ale epocii făceau ca o astfel de realizare să fie extrem de dificilă și costisitoare, așa încât regele Carol I, realist, a refuzat să se implice în acest proiect.
Ideea însă nu a fost abandonată, în 1928 viitorul academician Aurel Bărglăzan avea să facă un studiu, care a indicat practic actualul traseu al canalului. Ulterior, Carol al II-lea a cochetat și el cu ideea canalului, dar criza economică mondială și apoi începutul celui de-al Doilea Război Mondial au făcut ca realizarea lui să fie amânată sine die.
În 1949, noul regim comunist a început construcția canalului, folosindu-se trei tipuri de resurse umane: forța de muncă liberă plătită, oameni provenind din diverse categorii sociale, cu profesii diferite, recrutați din  toată țara; militari în termen, din care unii lucrau în construcții,  în timp ce alții erau însărcinați cu paza obiectivelor sau a deținuților; munca forțată a deținuților, în marea lor majoritate politici, cu condamnări administrative sau penale, având  statutul de „coloniști MAI”. Numărul deținuților din coloniile de  muncă a variat în  funcție  de  amploarea  lucrărilor, de la 19,2% în 1949, la 82,5% în 1952, din totalul muncitorilor de la Canal. Lucrările au fost sistate în 1953, săpăturile realizate fiind valorificate, începând din anul 1959, în cadrul „Complexului de irigații Mircea Vodă”, dezvoltat mai apoi în „Sistemul de irigații Carasu”.
În 1973 s-a reluat ideea  construcției  Canalului navigabil Dunăre–Marea Neagră, după un nou proiect realizat de IPTANA și ISPH, lucrările de bază fiind începute în 1976. Canalul a fost inaugurat sâmbătă, 26 mai 1984, de către Nicolae Ceaușescu. S-au excavat 294 milioane m3 la canalul principal și alte 87 milioane m3 la ramura nordică, Poarta Albă–Midia Năvodari (mai mult cu 25 milioane m3 decât la Canalul Suez și cu 140 milioane m3 decât la Canalul Panama) și s-au turnat 5 milioane m3 de betoane.

## Descriere
Canalul principal are o lungime de 64,4 km, o adâncime de 7 m, o lățime la bază de 70 m și la suprafață de 90-120 m, și are o capacitate anuală maximă de transport de 80-100 de milioane tone, iar pentru ramura nordică de 15-25 de milioane tone de marfă. Pescajul maxim admis este de 5,5 m permițând astfel accesul navelor fluviale și a celor maritime mici. La fiecare capăt există câte două ecluze care permit traficul în ambele sensuri. 
Canalul traversează localitățile Cernavodă, Saligny, Mircea Vodă, Satu Nou, Medgidia, Castelu, Poarta Albă. Aici canalul se bifurcă. Ramura sudică trece prin Basarabi și Agigea. Ramura nordică, cunoscută sub denumirea de Canalul Poarta Albă–Midia Năvodari, cu o lungime de 31,2 km, o adâncime de 5,5 m și o lățime de 50-66 m, trece prin Nazarcea, Constanța, Ovidiu și Năvodari.
Construirea canalului a necesitat o investiție de circa 2 miliarde de dolari (20 miliarde raportat la inflație in 2025). Estimările inițiale prevedeau recuperarea investiției în 50 de ani. Exploatarea canalului aducea însă venituri anuale de circa 3 milioane de euro, ceea ce presupunea o durată de recuperare a investiției de peste 600 de ani. Însă începând cu 2007, treptat traficul pe canal a crescut ajungând de exemplu sa transporte 23 milioane de tone în 2023, trafic preconizat sa crească odată cu intrarea Romaniei in spațiu Schengen.

## Imagini

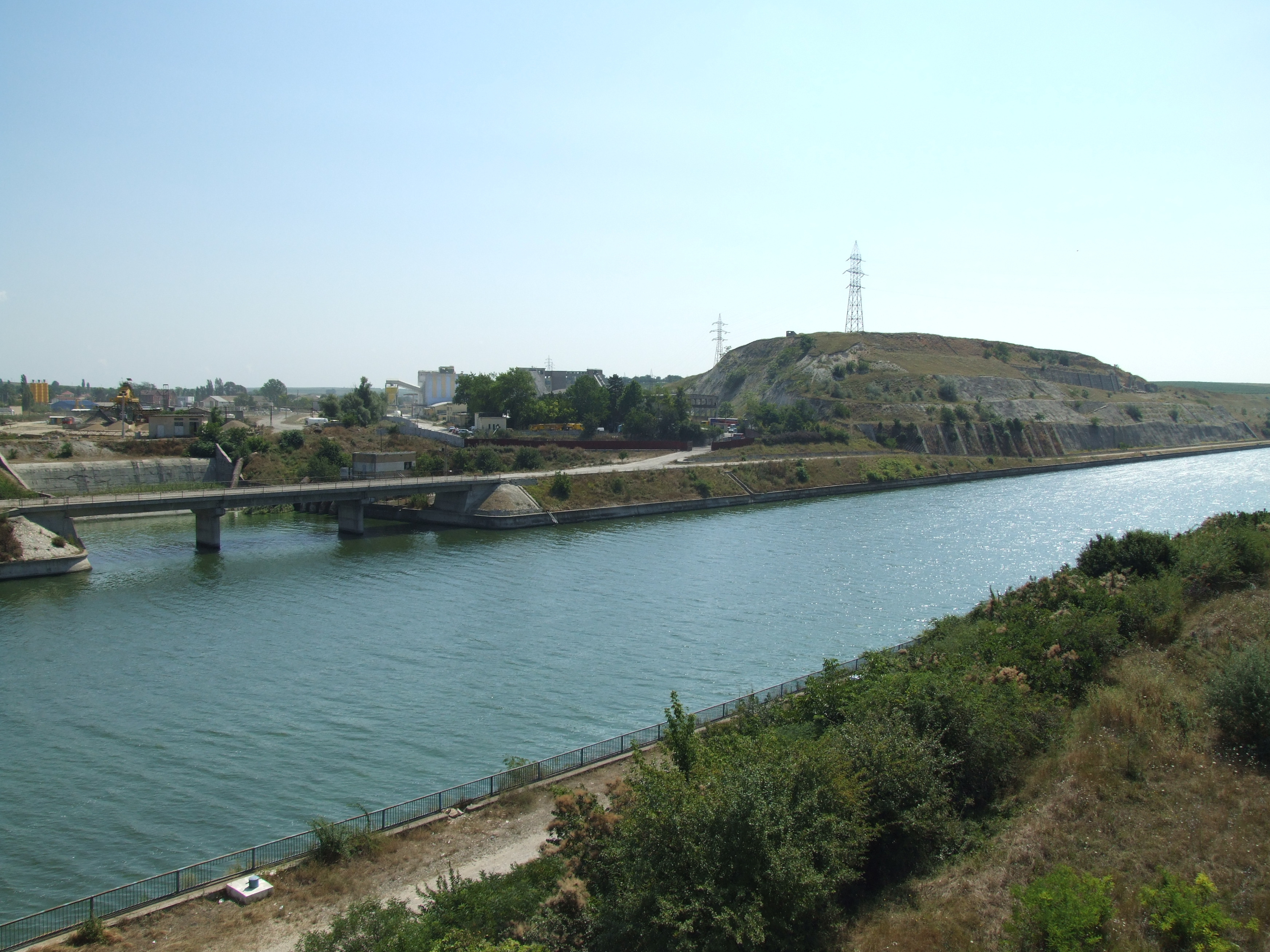
Canalul Dunărea la Murfatlar
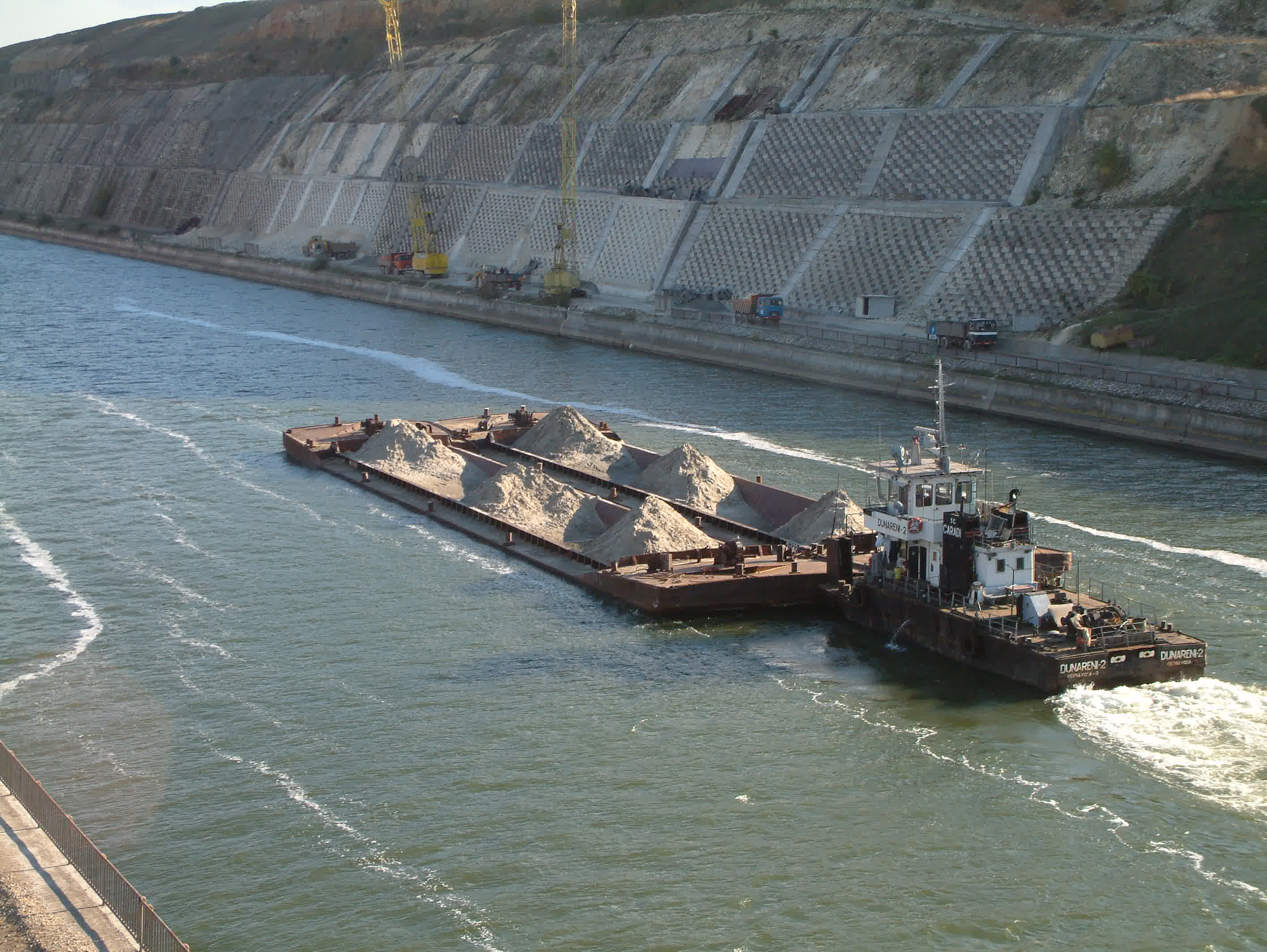
Convoi de barje traversând Canalul
Canalul văzut din tren, la Medgidia
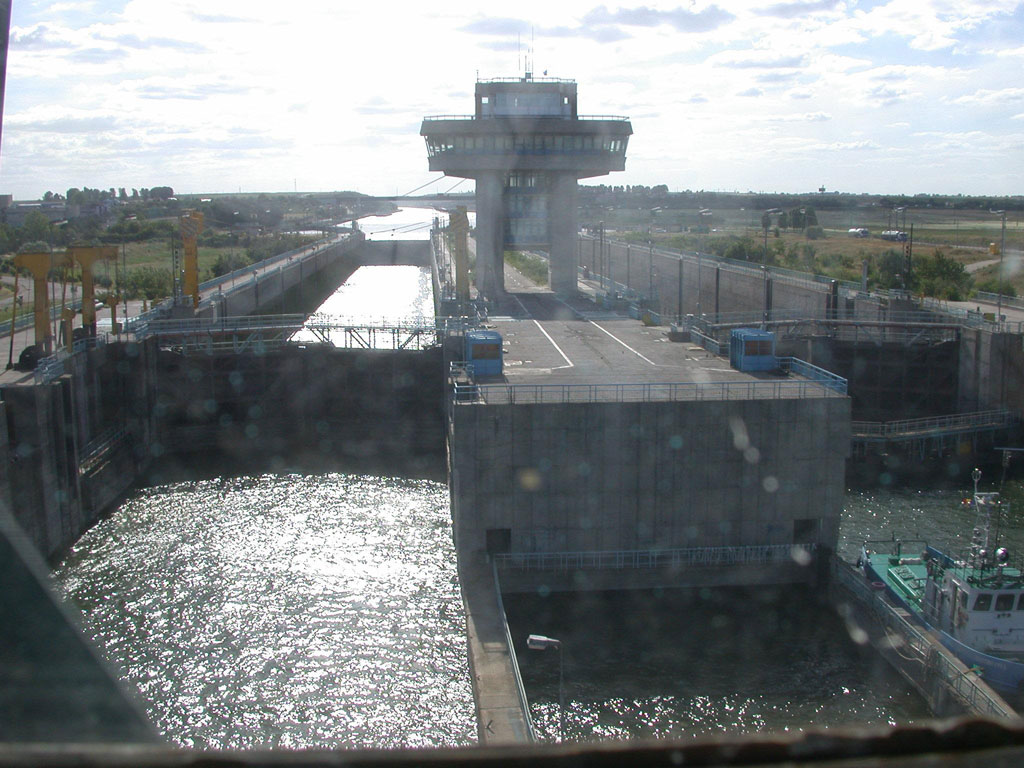
Ecluza Agigea
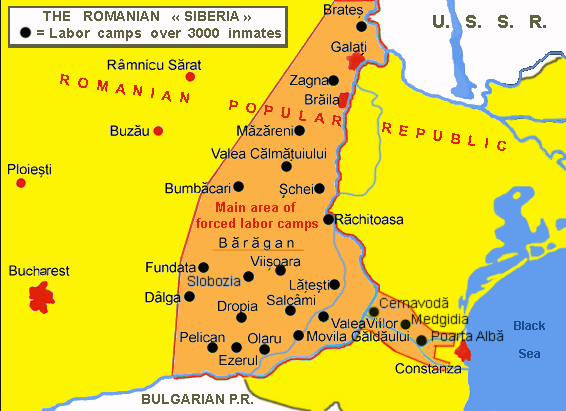
Bărăganul și canalul Dunăre–Marea Neagră, ca zone de trimitere la muncă silnică între 1951 și 1956